# ツシマトリノフンダマシ
ツシマトリノフンダマシ Paraplectana tsushimensis は、丸くて赤っぽい腹部に多数の黒斑を持つ、テントウムシのような姿のクモである。対馬で初めて採集されたことでこの名を持つ。南方系の希少種。

## 特徴
雌成体では体長7mm、腹部は長さ6.2mm、幅は7.5mm。腹部は黒みを帯びた赤で黒い斑紋と筋点が多数ある。黒い斑紋はほぼ円形で背面中央に4個、周辺に8個。筋点は中央に6個、周辺部に22個の大きいものと24個の小さなものがある。腹部の下面にも周辺に沿って10個の黒い円紋が並んでおり、そのうち前方の2個は背面の黒斑と連続している。またこれらの黒斑の中に33個の筋点、黒斑の間にも20個の筋点がある。
頭胸部は前端はほぼ真っ直ぐで後端は丸い。ただしその2/3は腹部の下に隠れる。8個の眼は中央の4つの中眼と、左右2こずつの側眼が、それぞれひとまとまりの隆起の上にある。背甲は眼のある当たりが最も高く、後方へ次第に低くなり、皺は浅い。頭胸部と歩脚はいずれも褐色を帯びた黄色。胸板は黒い。
腹部は心臓形で前端は大きく腹部に覆い被さる。前方から1/3の辺りが最も高く、前後左右に低くなる。
雄成体は一度発見されており、その個体では体長2.8mmと雌より遙かに小さかった。腹部は五角形に近く、長さと幅はほぼ同じ。

## 分布と生息環境
最初に対馬で発見された。和名もそれにちなむ。以降、本州南部から四国、九州、南西諸島で採集されている。国外では台湾と中国から知られている。
果樹園から草原、森林の林縁などで発見されている。

## 生態
昼間は葉の裏に隠れて静止している。夕方から活動を始め、同心円上の円網を張る。足場糸を張らず、横糸を張る時には必ず中心を経由する。沖縄での観察では網は長径が30-40cm、短径が20-30cmとかなりいびつで、縦糸は4-7本、横糸は区画によるが、縦糸の長いところでは5-8本であった。夜明け前に糸をたたみ、その際には縦糸も横糸もまとめてたたむ。2-4本の縦糸だけを残し、再利用する。。
卵嚢はシロオビトリノフンダマシのもの似るという。

## 近似種など
本種はトリノフンダマシ属にも似るが、腹部の形態が丸っこく、最大幅の位置がほぼ中程であること、それに腹部の腹背に多数の筋点があることなどでこの属に含まれている。日本では同属にサカグチトリノフンダマシ P. sakaguchii があるが、この種は腹部が黄色で斑紋が白であり、はっきりと区別出来る。山口によると本種はアフリカ産の P. walleri に斑紋等で最もよく似るが、その位置や数で明確に区別出来る。